# Рикачево
Рикачево (серб. и болг. Рикачево) — населённый пункт в общине Босилеград Пчиньского округа Сербии.

## Население
Согласно переписи населения 2002 года, в селе проживало 109 человек (64 болгары, 21 серб и другие).
| Численность населения | Численность населения | Численность населения | Численность населения | Численность населения | Численность населения | Численность населения | Численность населения |
| 1948                  | 1953                  | 1961                  | 1971                  | 1981                  | 1991                  | 2002                  | 2011                  |
| --------------------- | --------------------- | --------------------- | --------------------- | --------------------- | --------------------- | --------------------- | --------------------- |
| 332                   | 349                   | 300                   | 259                   | 187                   | 144                   | 109                   | 87                    |

## Религия
В селе расположены храмы Успения Пресвятой Богородицы (1897 год) и Святого Великомученика Пантелеимона (1908 год) Босилеградского архиерейского наместничества Враньской епархии Сербской православной церкви.